# BMW R1100 RT
La BMW R1100 RT è una motocicletta prodotta dalla casa motociclistica tedesca BMW Motorrad dal 1995 al 2001 in 53.092 esemplari.

## Descrizione
Presentata nel 1995 al salone di Francoforte e prodotta nello stabilimento BMW di Spandau
come successore della R100RT, a spingere la moto c'è un motore bicilindrico boxer da 1085 cm³. Oltre ad ampie modifiche che hanno interesse la carenatura, la potenza del motore è stata aumentata da 44 a 66 kW (da 60 a 90 CV) con la cilindrata che è passata da 971 cm³ della precedente R100 RT a 1085 cm³, con un alesaggio di 99 mm e corsa di 70,5 mm ed un rapporto di compressione di 10,7:1.
La moto è dotata di serie del sistema ABS e di un catalizzatore a tre vie. La sospensione all'anteriore è del tipo Telelever mentre al posteriore c'è un forcellone Paralever.
Il serbatoio del carburante contiene 25,2 litri. Gli pneumatici all'avantreno misurano 120/70 ZR 17, mentre al retrotreno 160/60 ZR 18.
Nel 2001 la R1100 RT è stata sostituita dalla R1150 RT.